# الدوري الإنجليزي الجنوبي لكرة القدم 1914–15
الدوري الإنجليزي الجنوبي لكرة القدم 1914–15 هو موسم من بطولة كرة الماء للرجال للجامعات ‏. فاز فيه نيو بيدفورد ويلرز.